# Akalat à gorge blanche
Malacopteron albogulare
Espèce
Statut de conservation UICN

 NT  : Quasi menacé
L’Akalat à gorge blanche (Malacopteron albogulare) est une espèce de passereau de la famille des Pellorneidae.

## Répartition
On le trouve à Brunei, en Indonésie, en Malaisie et à Singapour.

## Habitat
Il habite les forêts humides et les zones de marais tropicales et subtropicales de basse altitude.
Il est menacé par la perte de son habitat.